# János Batsányi
János Batsányi, född 1763, död 1845, var en ungersk diktare.
Batsányi var en av förgrundsfigurerna under den ungerska upplysningstiden. För sina jakobinska idéer blev han flera gånger fängslad. Han var medutgivare av den första ungerska litterära tidskriften, Magyar Museum (1787–1792).